# Olaf-Axel Burow
Olaf-Axel Burow (* 19. Juli 1951 in Berlin-Charlottenburg) ist ein deutscher Lehrer, Gestaltpädagoge und Professor für Allgemeine Pädagogik.

## Leben
Burow studierte an der PH Berlin Deutsch und Pädagogische Psychologie. Nach dem 1. Staatsexamen unterrichtete er an einer Neuköllner Grundschule. Nach dem 2. Staatsexamen erhielt Burow eine Stelle als Musik-, Deutsch und Englischlehrer an einer Berliner Gesamtschule. 1984 bis 1994 war er Assistent am Institut für Psychologie an der HdK Berlin. Nach einer Begegnung mit Robert Jungk experimentierte Burow mit Zukunftswerkstätten, promovierte 1988 an der TU Berlin (Thema: Grundlagen der Gestaltpädagogik: Lehrertraining – Unterrichtskonzept – Organisationsentwicklung) und habilitierte sich an der TU Berlin 1992 (Thema: Zu einer gestaltpädagogischen Theorie der Veränderung Persönlicher Paradigmen). 1994 erhielt er einen Ruf auf eine Hochschuldozentur an der Universität Gießen und 1996 auf den Lehrstuhl für Allgemeine Pädagogik an der Universität Kassel. Bis März 2017 arbeitete Burow als Professor an der Universität Kassel. Er ist Mitbegründer und Mitglied des Instituts für Synergie und soziale Innovationen, lehrt an der Deutschen Akademie für Pädagogische Führung (DAPF) und Direktor des IF-Institute for Future Design. Er ist Mitherausgeber der Zeitschrift für Pädagogische Führung und der Zeitschrift Grundschule (Westermann-Verlag).

## Forschungsschwerpunkte
In seinem Forschen setzt Burow seine Schwerpunkte auf die Kreativitätsforschung (Theorie Kreativer Felder) und der Pädagogischen Personal- und Organisationsentwicklung sowie der Wertschätzenden Schulentwicklung, in deren Rahmen er die Theorie der „Positiven Pädagogik“ und das Konzept der „Wertschätzenden Führung“ entwickelt hat. Dazu gehört auch das Art Coaching, der Bereich der Kulturellen Bildung sowie „Service Learning“. Seit 2009 führt er mit H.G.Rolff an der Deutschen Akademie für pädagogische Führung (DAPF) die von ihm entwickelte Zukunftswerkstatt „Abbau von Belastungen – wie geht das?“ durch. Weiter beschäftigt er sich schwerpunktmäßig mit Verfahren der Partizipation, der Bürgerbeteiligung sowie der Prozessorientierten Zukunftsmoderation und hat hierzu die auf Robert Jungk zurückgehende Zukunftswerkstatt zu einem Zukunftsgestaltungsinstrument für Bildungseinrichtungen und Unternehmen entwickelt. Neben der Weiterentwicklung von Theorien und Methoden der Erziehungswissenschaft und hier insbesondere der Gestaltpädagogik bildet in letzter Zeit die Auseinandersetzung mit den Neuen Medien einen weiteren Forschungsschwerpunkt. Hier geht es um die Frage nach der Zukunft der Bildung im Digitalen Zeitalter, den sich wandelnden Formaten des Lehrens und Lernens sowie der Ausbildung von Zukunftskompetenzen. Als Mitbegründer und Direktor des IF – Institute for Future Design (Research & Training) berät er Organisationen aus dem Non-Profit und Profit-Bereich in Fragen zur Zukunftsgestaltung und leitet Ausbildungen in Verfahren der Zukunftsmoderation sowie zum Future-Designer an.

## Schriften
- 1981: Lernziel: Menschlichkeit. Gestaltpädagogik – eine Chance für Schule und Erziehung (mit Karlheinz Scherpp)
- 1987: Gestaltpädagogik in der Praxis: Unterrichtsbeispiele u. spieler. Übungen für d. Schulalltag (mit Helmut Quitmann u. Martin P. Rubeau: Salzburg. ISBN 3-7013-0721-0)
- 1988: Grundlagen der Gestaltpädagogik. Lehrertraining – Unterrichtskonzept – Organisationsentwicklung. Dortmund: Verlag Modernes Lernen.
- 1993: Gestaltpädagogik – Trainingskonzepte und Wirkungen. Paderborn: Junfermann.
- 1994: Gestaltpädagogik in der Schule. (zusammen mit Herbert Gudjons: Hamburg: Bergemann & Helbig)
- 1995: Zukunftswerkstatt in Schule und Unterricht. (zusammen mit Marina Neumann-Schönwetter: Hamburg: Bergemann & Helbig)
- 1999: Die Individualisierungsfalle. Kreativität gibt es nur im Plural. Stuttgart: Klett-Cotta.
- 2000: Ich bin gut – wir sind besser. Erfolgsmodelle kreativer Gruppen. Stuttgart: Klett-Cotta.
- 2003: Prinzipien erfolgreicher Erziehung. Bad Heilbrunn: Klinkhardt. ISBN 3-7815-1287-8
- 2005: Die Organisation als Kreatives Feld. Evolutionäre Personal- und Organisationsentwicklung. Kassel: University Press. (zusammen mit Heinz Hinz)
- 2006: Ganztagsschule entwickeln. Von der Unterrichtsanstalt zum Kreativen Feld. Wochenschau-Verlag (mit Bettina Pauli)
- 2011: Positive Pädagogik. Sieben Wege zu Lernfreude und Schulglück. Weinheim: Beltz-Verlag
- 2014: Digitale Dividende. Ein pädagogisches Update für mehr Lernfreude und Kreativität in der Schule. Weinheim: Beltz-Verlag.
- 2015: Team-Flow. Gemeinsam wachsen im Kreativen Feld. Weinheim: Beltz.
- 2016: Wertschätzende Schulleitung. Der Weg zu Engagement, Wohlbefinden und Spitzenleistung. Weinheim: Beltz.
- 2017: Einladungen zur Positiven Pädagogik. Weinheim: Beltz. (Zusammen mit Ernst Fritz-Schubert und Jürgen Luga)
- 2017: Bildung 2030 – Sieben Trends, die die Schule revolutionieren. Weinheim: Beltz. (Herausgeben mit Charlotte Gallenkamp)
- 2018: Führen mit Wertschätzung. Der Leadership-Kompass für mehr Engagement, Wohlbefinden und Spitzenleistung. Weinheim: Beltz.
- 2018: Das große Handbuch Unterricht & Erziehung in der Schule. Köln: Carl Link. (Herausgegeben zusammen mit Stefan Bornemann)
- 2019: Schule digital – wie geht das? Wie die digitale Revolution uns und die Schule verändert. Weinheim: Beltz.
- 2020: Future Friday – Warum wir das Schulfach Zukunft brauchen. Weinheim: Beltz.
- 2021: Die Corona-Chance – Sieben Schritte zur “Resilienten Schule”, Weinheim: Beltz
- 2021: Art-Coaching – Die Kraft der inneren Bilder nutzen. Weinheim: Beltz (Zusammen mit Christel Schmieling-Burow)
- 2022: # Zukunft der Schule: Sieben Handlungsoptionen. Weinheim: Beltz.
- 2024: Durch KI zu leidenschaftlicher Bildung. Ein Manifest. Weinheim: Beltz.
- 2025: Verlorene Zukunft. Wie das Bildungssystem unsere Kinder im Stich lässt und was wir dagegen tun können. Sieben Strategien für mehr Bildungsgerechtigkeit. Weinheim: Beltz

## Romane (mitJens Johler)
- 1995: Bye, bye Ronstein, Luchterhand Literaturverlag
- 2001: Gottes Gehirn, Europa-Verlag 2010 (überarbeitete Neuausgabe)
- 2021: Genius – Eiskalter Plan. (Wissenschaftsthriller). E-Book: dotbooks GmbH.